# PGC 692
LEDA/PGC 692 ist eine Elliptische Galaxie vom Hubble-Typ E2 im Sternbild Bildhauer am Südsternhimmel. Sie ist schätzungsweise 654 Millionen Lichtjahre von der Milchstraße entfernt und hat einen Durchmesser von etwa 60.000 Lichtjahren. Vom Sonnensystem aus entfernt sich das Objekt mit einer errechneten Radialgeschwindigkeit von näherungsweise 14.600 Kilometern pro Sekunde.
Im selben Himmelsareal befinden sich u. a. die Galaxien  PGC 710,  PGC 199319,  PGC 650512, PGC 651376.